# 鼠食文化
鼠食文化（そしょくぶんか）は、ネズミの肉を食べる習慣である。一部の文化では病気の恐れや宗教上の理由でタブーである一方で、主食としている文化もある。イスラム教とユダヤ教ではネズミの肉を食べることは禁じられている。

## 地域別

### アフリカ
東アフリカのマラウイでは、トウモロコシ畑でノネズミを狩って食用とする。棒に刺して調理したり、塩漬けにしたり乾燥させたりして食べられ、市場や道端の屋台では人気ある珍味となっている。ヨシネズミが分布するサハラ以南のアフリカには、ヨシネズミを食べる習慣がある。

### 南北アメリカ
「ラット・シチュー」はウェストバージニア州の特産品であり、これは車両に轢かれた動物を料理する料理法であるロードキル料理の一種でもある。
ペルーのシピボ族とボリビアのシリオノ族においては、ネズミを食べることは文化的なタブーとされている。

### アジア

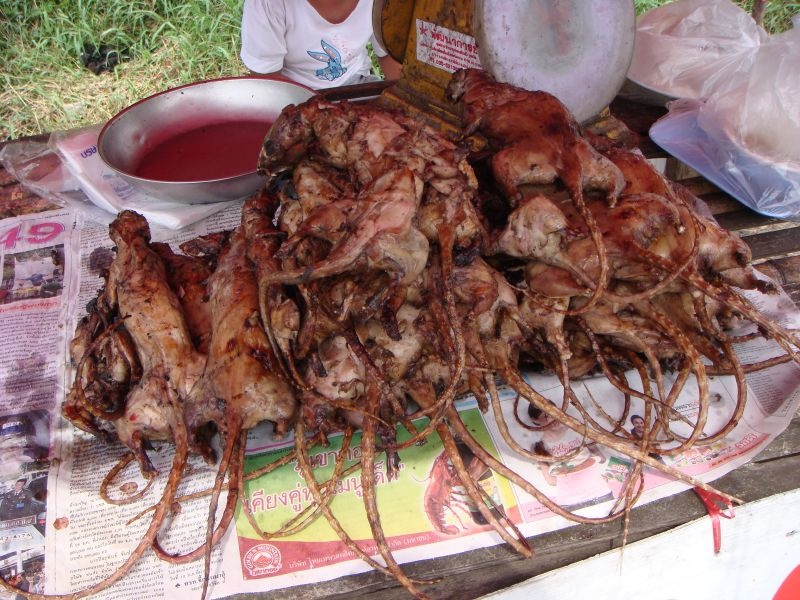
タイで肉用に売られているラット（おそらくはアゼネズミ）

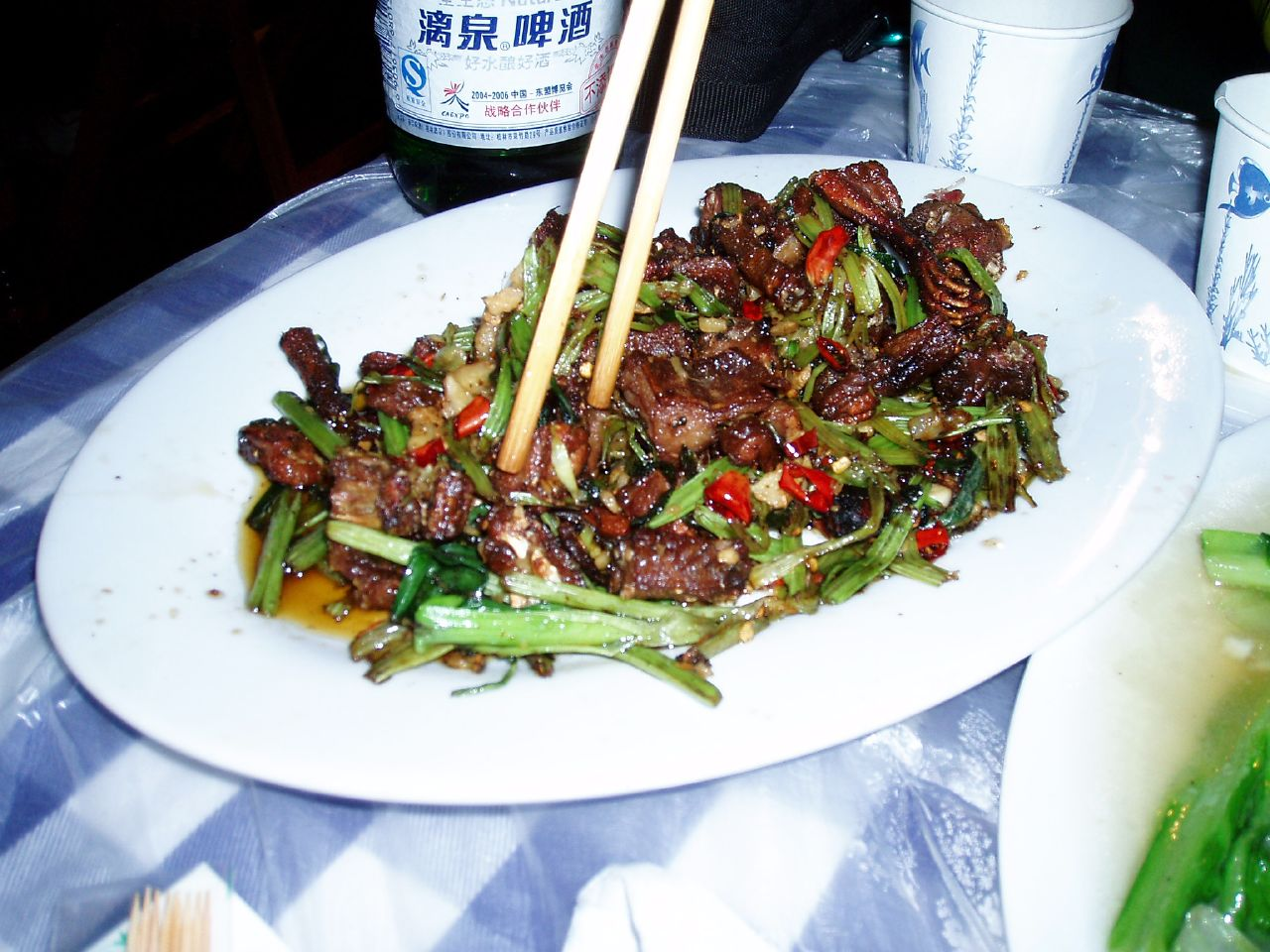
中国・広西チワン族自治区のオオハタネズミの肉

一部の文化では、ネズミの肉は、特定の社会的または経済的階級に受け入れられる形態の食物として制限されている。インドのミシュミ族の女性は、魚、豚肉、野鳥、そしてネズミ以外の肉を食べることはできないため、ミシュミ族にとってネズミの肉は重要な食料となっている。また、北インドの不可触民（ムサハール）のコミュニティは、エキゾチックな珍味としてネズミの飼育を商業化している。
アゼネズミの肉は、ベトナム、台湾、フィリピン、カンボジア、中国で食べられている。ラット・オン・ア・スティックは、ベトナムとカンボジアで消費されているネズミのロースト料理である。
ベトナム南部の3省における野生生物取引に関する2020年の調査では、調査を受けたレストランで販売されていたノネズミの55%が新型コロナウイルスを保有していたことが判明した。

### ヨーロッパ
ネズミのパイはイングランド北部の伝統的な料理である。ヴィクトリア朝イギリスにおいては、鼠肉は極端に貧しい労働者階級の食糧源となった他、金持ちの間でも珍味とされていた。第二次世界大戦期には、イギリスの生物学者らが実験用ラットをクリーム状にして食べていた。
ボルドー風のネズミのグリルのレシピでは、ワインセラーに生息する体内のアルコール濃度が高いネズミを使用し、皮を剥がし内臓を取り除いた上で、オリーブオイルと潰したエシャロットを使った濃厚なソースを塗り、壊れたワイン樽の火の上で焼く。
スペインのバレンシアでは、ビセンテ・ブラスコ・イバニェスが小説『蘆と泥』中でアゼネズミの肉を絶賛している。ヌマネズミ (Marsh rat) は、ウナギや地元の豆と並んで、伝統的なパエリアの主要な材料のひとつであった（後にウサギの肉、鶏肉、そしてシーフードが主流となった）。

### ポリネシア
ハワイとポリネシアの伝統的な文化では、ネズミは庶民の日常的な食べ物であった。イースター島では、祝宴で庶民はネズミの肉を食べることができたが、王は島民たちの信仰であるタプと呼ばれる「神聖な状態」にあったため、食べることは許されていなかった。
ハワイにある外部文化との接触前の考古学的遺跡を研究する際、考古学者たちは、一般的な家庭のネズミの残骸の量が富裕層家庭の3倍にのぼることに気付いた。全ての遺跡で見つかったネズミの骨は断片化され、焼かれ、炭で覆われていたことから、ネズミが食物として食べられていたことが判明した。一般的な家庭に比べて富裕層の家庭でネズミが食用にされることが少なかったのは、外部文化との接触前のハワイの富裕層が、社会的地位や好みの問題としてネズミを食べることを好まなかったためかもしれない。

## ペットにおける鼠食
野生であるかペットであるかにかかわらず、ネズミはヘビの一般的な食料である。たとえば、成体のネズミヘビとボールニシキヘビは、飼育下では主にネズミを餌としている。餌となるネズミは、ペットショップや爬虫類動物園だけでなく、ヘビをペットとして飼っている人も、業者から生きたまままたは冷凍された状態で購入することができる。
なお、イギリスでは、2006年に施行された動物福祉法で「餌は、捕食者の健康のために絶対に必要な場合を除いて、給餌前に殺されることを法的に要求される」と定められた。この規則は、主に英国動物虐待防止協会の圧力と、「生きた動物の給餌は残酷である」という人々の声を受けて施行された。